# Lijst van langebaanschaatsbanen in Noorwegen
Dit is een lijst van alle langebaanschaatsbanen in Noorwegen die 'in gebruik' zijn. De meeste ijsbanen hebben een standaard lengte van 400m, echter hebben 2 ijsbanen een lengte van 333,33m (officieel toegestaan).
Noorwegen heeft 4 overdekte ijsbanen, 14 openlucht-kunstijsbanen en 20 natuurijsbanen. In onderstaande tabel staat een lijst van alle ijsbanen, de gegevens zijn gebaseerd op de online database Speed Skating News.
Het Vikingskipet in Hamar is de belangrijkste ijsbaan van Noorwegen. Alle belangrijke internationale titeltoernooien die aan Noorwegen worden toegekend, worden georganiseerd in het Vikingskipet. Anno september 2018 is het Vikingskipet de nummer 7 op de lijst van snelste ijsbanen ter wereld. Sinds 2015 krijgt de Sørmarka arena in Stavanger echter steeds vaker de voorkeur boven het Vikingskipet voor het organiseren van een wereldbekerwedstrijd. Vanwege de toeschouwerscapaciteit zal de Norges Skøyteforbund het Vikingskipet wel kandidaat blijven stellen voor grote kampioenschappen.

## Ligging
De meeste ijsbanen liggen in Zuidoost-Noorwegen. De provincie Hedmark kent de meeste ijsbanen, met een aantal van zes. De provincie Buskerud heeft vijf ijsbanen. Van de 19 provincies in Noorwegen hebben de provincies Vest-Agder, Nord-Trøndelag en Nordland geen 400m ijsbaan.

## 'Officieel' erkende ijsbanen
| Provincie        | Plaats       | Baan                       | Hoogte (NAP) | Geopend in | Type ijs  | Type baan |        |
| ---------------- | ------------ | -------------------------- | ------------ | ---------- | --------- | --------- | ------ |
| Hedmark          | Hamar        | Vikingskipet               | 125          | 1992       | Kunstijs  | Overdekt  | [ 1 ]  |
| Møre og Romsdal  | Kristiansund | Arena Nordvest             | 22           | 2018       | Kunstijs  | Overdekt  | [ 2 ]  |
| Rogaland         | Stavanger    | Sørmarka arena             | 48           | 2010       | Kunstijs  | Overdekt  | [ 3 ]  |
| Sør-Trøndelag    | Bjugn        | Fosenhallen                | 8            | 2007       | Kunstijs  | Overdekt  | [ 4 ]  |
| Akershus         | Asker        | Risenga kunstisbane        | 106          | 1992       | Kunstijs  | Openlucht | [ 5 ]  |
| Aust-Agder       | Arendal      | Myra kunstisbane           | 71           | 2004       | Kunstijs  | Openlucht | [ 6 ]  |
| Buskerud         | Drammen      | Marienlyst kunstisbane     | 4            | 2002       | Kunstijs  | Openlucht | [ 7 ]  |
| Buskerud         | Geithus      | Furumo Stadion             | 116          | 1995       | Kunstijs  | Openlucht | [ 8 ]  |
| Hordaland        | Bergen       | Slåtthaug kunstisbane      | 61           | 1991       | Kunstijs  | Openlucht | [ 9 ]  |
| Oppland          | Jevnaker     | Jevnaker stadion           | 152          | 1916       | Kunstijs  | Openlucht | [ 10 ] |
| Oslo             | Oslo         | Frogner kunstis            | 42           | 2010       | Kunstijs  | Openlucht | [ 11 ] |
| Oslo             | Oslo         | Valle Hovin stadion        | 92           | 1966       | Kunstijs  | Openlucht | [ 12 ] |
| Østfold          | Trøgstad     | Båstad Kunstis             | 177          | 1998       | Kunstijs  | Openlucht | [ 13 ] |
| Sør-Trøndelag    | Trondheim    | Leangen kunstisbane        | 60           | 1979       | Kunstijs  | Openlucht | [ 14 ] |
| Telemark         | Skien        | Skien isstadion            | 10           | 1973       | Kunstijs  | Openlucht | [ 15 ] |
| Troms            | Tromsø       | Tromsdalen Kunstisbane     | 19           | 1985       | Kunstijs  | Openlucht | [ 16 ] |
| Vestfold         | Larvik       | Fram kunstisbane           | 8            | 1903       | Kunstijs  | Openlucht | [ 17 ] |
| Vestfold         | Tønsberg     | Maier Arena Tønsberg       | 57           | 1996       | Kunstijs  | Openlucht | [ 18 ] |
| Akershus         | Eidsvoll     | Myhrerstadion*             | 188          | 1957       | Natuurijs | Openlucht | [ 19 ] |
| Aust-Agder       | Dølemo       | Dølemo idrettspark         | 177          | 1992       | Natuurijs | Openlucht | [ 20 ] |
| Buskerud         | Gol          | Glitre Stadion             | 231          | 1968       | Natuurijs | Openlucht | [ 21 ] |
| Buskerud         | Hol          | Hol idrettsplass           | 537          | 1981       | Natuurijs | Openlucht | [ 22 ] |
| Buskerud         | Kongsberg    | Kongsberg idrettspark      | 173          | 1956       | Natuurijs | Openlucht | [ 23 ] |
| Finnmark         | Alta         | Nornett stadion            | 37           | 1961       | Natuurijs | Openlucht | [ 24 ] |
| Hedmark          | Elverum      | Fylkesidrettsplassen       | 185          | 1924       | Natuurijs | Openlucht | [ 25 ] |
| Hedmark          | Kongsvinger  | Holt Isstadion             | 181          | 1981       | Natuurijs | Openlucht | [ 26 ] |
| Hedmark          | Sand         | Prestberget idrettsanlegg  | 159          | 1978       | Natuurijs | Openlucht | [ 27 ] |
| Hedmark          | Stange       | Sportpark Stange           | 221          | 1932       | Natuurijs | Openlucht | [ 28 ] |
| Hedmark          | Tynset       | Nytrømoen idrettsplass     | 506          | 1971       | Natuurijs | Openlucht | [ 29 ] |
| Hordaland        | Norheimsund  | Idrottsplassen Norheimsund | 27           | 1966       | Natuurijs | Openlucht | [ 30 ] |
| Oppland          | Gran         | Rosendalsbanen             | 180          | 1961       | Natuurijs | Openlucht | [ 31 ] |
| Oppland          | Hundorp      | Flatmoen idrettspark       | 225          | 1977       | Natuurijs | Openlucht | [ 32 ] |
| Sogn og Fjordane | Lærdalsøyri  | Lærdal idrottsplass        | 283          | 1956       | Natuurijs | Openlucht | [ 33 ] |
| Telemark         | Notodden     | Notodden sportplass        | 103          | 1906       | Natuurijs | Openlucht | [ 34 ] |
| Troms            | Harstad      | Kanebogen stadion          | 45           | 1977       | Natuurijs | Openlucht | [ 35 ] |
| Troms            | Skjervøy     | Skjervøy stadion*          | 50           | 1979       | Natuurijs | Openlucht | [ 36 ] |
| Vestfold         | Holmestrand  | Hvitstein stadion          | 123          | 1963       | Natuurijs | Openlucht | [ 37 ] |
| Vestfold         | Sandefjord   | Bugårdsparken idrettsplass | 47           | 1921       | Natuurijs | Openlucht | [ 38 ] |

| * | Baanlengte is 333 meter in plaats van 400 meter |

## Niet 'officieel' erkende ijsbanen
| Provincie | Plaats    | Baan                            | Hoogte (NAP) | Geopend in | Type ijs  | Type baan | Lengte |        |
| --------- | --------- | ------------------------------- | ------------ | ---------- | --------- | --------- | ------ | ------ |
| Oppland   | Gjøvik    | Gjøvik Stadion - Hurtigløpsbane | 160          | 2006       | Natuurijs | Openlucht | 300m   | [ 39 ] |
| Østfold   | Rakkestad | Rakkestad skøytebane            |              |            | Natuurijs | Openlucht |        | [ 40 ] |
| Nordland  | Narvik    | Fagernes Idrettsbane            | 1            | 1992       | Natuurijs | Openlucht | 250m   | [ 41 ] |

## Voormalige ijsbanen
| Provincie       | Plaats                 | Baan                       | Hoogte (NAP) | Geopend in | Gesloten in | Type ijs  | Type baan | Opvolger                        |        |
| --------------- | ---------------------- | -------------------------- | ------------ | ---------- | ----------- | --------- | --------- | ------------------------------- | ------ |
| Rogaland        | Stavanger              | Sørmarka kunstisbane       | 48           | 1981       | 2008        | Kunstijs  | Openlucht | Sørmarka Arena                  | [ 42 ] |
| Hedmark         | Savalen (meer), Tynset | Savalen kunstisbane        | 724          | 1990       | 2009        | Kunstijs  | Openlucht |                                 | [ 43 ] |
| Akershus        | Aursmoen               | Aursmoen Stadion           | 177          | 1933       | 1996        | Natuurijs | Openlucht |                                 | [ 44 ] |
| Akershus        | Lillestrøm             | Lillestrøm Stadion         | 113          | 1909       | 1989        | Natuurijs | Openlucht |                                 | [ 45 ] |
| Akershus        | Lillestrøm             | Vigernesbanen              | 111          | 1926       | 1945        | Natuurijs | Openlucht |                                 | [ 46 ] |
| Akershus        | Skedsmo                | Skedsmo Stadion            | 188          | 1971       | 1985        | Natuurijs | Openlucht |                                 | [ 47 ] |
| Buskerud        | Drammen                | Gamle Marienlyst Stadion   | 4            | 1888       | 1999        | Natuurijs | Openlucht | Marienlyst kunstisbane          | [ 48 ] |
| Buskerud        | Geithus                | Oude Furumo Stadion        | 116          | 1927       | 1995        | Natuurijs | Openlucht | Furumo Stadion                  | [ 49 ] |
| Finnmark        | Kirkenes               | Skoleområde idrottsplats   | 17           | 1949       | 1968        | Natuurijs | Openlucht |                                 | [ 50 ] |
| Hedmark         | Hamar                  | Åkersviken                 | 123          | 1891       | 1894        | Natuurijs | Openlucht |                                 | [ 51 ] |
| Hedmark         | Hamar                  | Mjøsen                     | 123          | 1886       | 1914        | Natuurijs | Openlucht |                                 | [ 52 ] |
| Hedmark         | Hamar                  | Hamar Stadion              | 133          | 1920       | 1992        | Natuurijs | Openlucht | Vikingskipet                    | [ 53 ] |
| Hedmark         | Savalen (meer), Tynset | Idrettsplass Savalen       | 724          | 1971       | 1990        | Natuurijs | Openlucht | Savalen kunstisbane             | [ 54 ] |
| Hedmark         | Tolga                  | Tolga Idrettsplass         | 517          | 1958       | 1965        | Natuurijs | Openlucht |                                 | [ 55 ] |
| Møre og Romsdal | Kristiansund           | Lerøy kunstisbane          | 22           | 2009       | 2016        | Kunstijs  | Openlucht | Arena Nordvest                  | [ 56 ] |
| Oppland         | Gjøvik                 | Gjøvik Stadion             | 160          | 1927       | 1994        | Natuurijs | Openlucht | Gjøvik Stadion - Hurtigløpsbane | [ 57 ] |
| Oslo            | Oslo                   | Majorstubanen              | 50           | 1886       | 1893        | Natuurijs | Openlucht |                                 | [ 58 ] |
| Oslo            | Oslo                   | Frognerkilen               | 2            | 1880       | 1900        | Natuurijs | Openlucht |                                 | [ 59 ] |
| Oslo            | Oslo                   | Klosterenga idrettsplass   | 33           | 1887       | 1905        | Natuurijs | Openlucht |                                 | [ 60 ] |
| Oslo            | Oslo                   | Gamle Frogner Stadion      | 42           | 1901       | 1913        | Natuurijs | Openlucht | Frogner Stadion                 | [ 61 ] |
| Oslo            | Oslo                   | Dælenenga idrettspark      | 28           | 1917       | 1929        | Natuurijs | Openlucht |                                 | [ 62 ] |
| Oslo            | Oslo                   | Tryvann stadion            | 520          | 1935       | 1964        | Natuurijs | Openlucht |                                 | [ 63 ] |
| Oslo            | Oslo                   | Nordstrand idrettsforening | 141          | 1954       | 1969        | Natuurijs | Openlucht |                                 | [ 64 ] |
| Oslo            | Oslo                   | Jordal idrettspark         | 34           | 1930       | 1977        | Natuurijs | Openlucht |                                 | [ 65 ] |
| Oslo            | Oslo                   | Lambertseter stadion       | 167          | 1969       | 1986        | Natuurijs | Openlucht |                                 | [ 66 ] |
| Oslo            | Oslo                   | Bislett Stadion            | 37           | 1909       | 1986        | Natuurijs | Openlucht |                                 | [ 67 ] |
| Oslo            | Oslo                   | Frogner Stadion            | 42           | 1914       | 2010        | Natuurijs | Openlucht | Frogner kunstis                 | [ 68 ] |
| Østfold         | Sarpsborg              | Sarpsborg Stadion          | 31           | 1906       | 1990        | Natuurijs | Openlucht |                                 | [ 69 ] |
| Sør-Trøndelag   | Trondheim              | Øya Stadion                | 5            | 1900       | 1980        | Natuurijs | Openlucht |                                 | [ 70 ] |
| Sør-Trøndelag   | Trondheim              | Reina idrottsplats         | 10           | 1929       | 1940        | Natuurijs | Openlucht |                                 | [ 71 ] |
| Sør-Trøndelag   | Trondheim              | Kalvskindet*               | 3            | 1881       | 1899        | Natuurijs | Openlucht |                                 | [ 72 ] |
| Sør-Trøndelag   | Trondheim              | Ved Sverres Gate           | 4            | 1885       | 1890        | Natuurijs | Openlucht |                                 | [ 73 ] |
| Vestfold        | Horten                 | Lystlunden Grusbane        | 6            | 1910       | 1993        | Natuurijs | Openlucht |                                 | [ 74 ] |
| Vestfold        | Tønsberg               | Tønsberg stadion           | 49           | 1923       | 1996        | Natuurijs | Openlucht | Maier Arena Tønsberg            | [ 75 ] |

| * | Baanlengte is 350 meter in plaats van 400 meter |

## Statistieken
| Provincie        | Overdekt | Openlucht-kunstijs | Openlucht-natuurijs | Totaal |
| ---------------- | -------- | ------------------ | ------------------- | ------ |
| Hedmark          | 1        | -                  | 5                   | 6      |
| Buskerud         | -        | 2                  | 3                   | 5      |
| Vestfold         | -        | 2                  | 2                   | 4      |
| Troms            | -        | 1                  | 2                   | 3      |
| Oppland          | -        | 1                  | 2                   | 3      |
| Sør-Trøndelag    | 1        | 1                  | -                   | 2      |
| Oslo             | -        | 2                  | -                   | 2      |
| Akershus         | -        | 1                  | 1                   | 2      |
| Aust-Agder       | -        | 1                  | 1                   | 2      |
| Telemark         | -        | 1                  | 1                   | 2      |
| Hordaland        | -        | 1                  | 1                   | 2      |
| Rogaland         | 1        | -                  | -                   | 1      |
| Møre og Romsdal  | 1        | -                  | -                   | 1      |
| Østfold          | -        | 1                  | -                   | 1      |
| Finnmark         | -        | -                  | 1                   | 1      |
| Sogn og Fjordane | -        | -                  | 1                   | 1      |
| Nordland         | -        | -                  | -                   | 0      |
| Nord-Trøndelag   | -        | -                  | -                   | 0      |
| Vest-Agder       | -        | -                  | -                   | 0      |
| Totaal           | 4        | 14                 | 20                  | 38     |